# Ōshiro Noboru
Ōshiro Noboru (jap. 大城 のぼる; eigentlich: 栗本 六郎, Kurimoto Rokurō; * 25. Oktober 1905 in Tokio, Japan; † 26. Mai 1998) war ein japanischer Mangaka. Er war einer der ersten Zeichner im Bereich des Story-Manga.
Seinen ersten Manga brachte er 1932 im Magazin Manga Chinpon (漫画チンポン) heraus. 1940 veröffentlichte er gemeinsam mit dem Szenaristen Asahi Tarō (旭太 郎) unter dem Titel Kasei Tanken (火星探検, dt. „Mars-Expedition“) einen der ersten Science-Fiction-Manga. Darin geht es um einen kleinen Jungen, ein Sohn eines Wissenschaftlers, der im Traum gemeinsam mit seinen zwei Freunden (einer Katze und einem Hund) zum Mars reist. In Kisha Ryokō (記者旅行, dt. „Eine Zugreise“), das 1941 als gebundener Band herauskam, beschreibt Ōshiro die Zugreise eines Vaters mit seinem Sohn von Tokio nach Kyōto. Beide Manga wurden als dreifarbiges Buch erstveröffentlicht.
Zu seinen weiteren Comics zählen Yukai na tenkentai (愉快な探検隊), Yukai na tekkōsho (愉快な鉄工所), Shōjo Shiragiku (少女白菊) und Bōken Tā-chan (冒険ターちゃん, 1948).
Ōshiro stand zwar im Schatten anderer Zeichner seiner Zeit (etwa Tagawa Suihō), beeinflusste mit seinen Science-Fiction-Werken jedoch beispielsweise sowohl Tezuka Osamu und Matsumoto Leiji, zwei der populärsten Science-Fiction-Mangaka der Nachkriegszeit, als auch den Schriftsteller Komatsu Sakyō.
Er starb 1998 im Alter von 92 Jahren an einer Lungenentzündung.